# Петров, Георгий Петрович
Георгий Петрович Петров (1742—1825) — протоиерей Православной российской церкви, настоятель церкви во имя Смоленской иконы Божией Матери на Смоленском православном кладбище в Санкт-Петербурге («Строитель Святаго Храма сего»), при котором находился 42 года, с 19 июня 1783 года до своей кончины, а всего священствовал 54 года 6 месяцев, с 13 февраля 1771 года.
Построил несколько каменных домов на Церковной (Камской) улице и архитектурно оформил главный вход на кладбище, сохранившийся до нашего времени, путём постройки двух каменных корпусов богадельни и соединяющей их арки. Пользуясь одобрением церковного начальства, для проведения благотворительной деятельности создал ряд финансовых источников. Благодаря деятельности отца Георгия в этом направлении, средства Смоленского кладбища направлялись на помощь многим нуждающимся православного духовного звания и членам их семей как во время служения отца Георгия, так и после его кончины, в том числе нуждающимся многих приходов всего Санкт-Петербурга, вплоть до революции 1917 года.

## Биография

### Отец, нахождение в пехотном полку
Георгий — «священнический сын московской епархии из великороссиян» — родился 18 апреля 1742 года, в день Св. Пасхи. Отец Георгия, Пётр Леонтьев, происходил «из поповских детей города Москвы». Пётр служил в Москве, а затем в Петербурге, в деревянной тогда церкви Преображения Господня в Колтовской слободе. Его сын Георгий с детства помогал отцу при службе.
С 21-го октября 1751 года Пётр служил священником в Смоленском пехотном полку, вместе с которым участвовал в походах и сражениях во время Прусской войны.
В 1764 году Петру офицерами полка был выдан аттестат, в котором значилось: «находился во время прусской войны в походах и на баталиях при полку всегда безотлучно. <…>» При отце в это время находился и сын его Георгий, который иногда исправлял обязанности полкового псаломщика.
25 октября 1773 года Пётр Леонтьев был переведён в церковь Петра и Павла в селе Колтуши священником, с соответствующим содержанием (Указ Духовной консистории № 1308). Видимо, содержание не устроило Петра, он поступил в монахи, и в 1780 году умер у берегов Испании на корабле «Святой Великомученик Исидор». Погребён на Смоленском православном кладбище.

### Возвращение из полка
В 1763 году, по возвращении из похода, Георгий Петров поступил на должность псаломщика к церкви Владимирской Божией Матери, которая находилась у Никольских ворот в Москве; в 1765 году он был уволен для приискания места в С.-Петербургскую епархию, где хотел поступить псаломщиком к церкви Академии Художеств, но когда это ему не удалось, он, имея уже около 23-х лет от роду, поступил в Александро-Невскую Семинарию. По окончании здесь курса 11 февраля 1771 года посвящён во диакона, а 13 февраля того же года — во священника к церкви Благовещения Пресвятой Богородицы в мызе Ропша, где со 2-го апреля 1778 года служил и в домовой церкви князя Григория Орлова.

### Начало службы на Смоленском православном кладбище
Из Ропши Петров, после кончины священника Смоленской церкви Гавриила Замятина, был переведен на Смоленское православное кладбище указом Санкт-Петербургской Духовной консистории от 21-го июня 1783 года за № 602, по резолюции и со словесным напутствием высокопреосвященнейшего Гавриила построить новую каменную церковь и стать её настоятелем. Жить отцу Георгию было негде, и он убедил вдову священника Гавриила Замятина продать свой домик за 70 руб. «для его, Петрова, собственной надобности или в пользу церкви».
В деревянной Смоленской церкви кроме него был ещё один священник — Иван Васильевич Клитин. Начальство не решило, кто будет старшим, пошли споры. Несмотря на это, Георгий Петров ревностно начал заботиться об изыскании средств и приобретении места для постройки каменной церкви и принял самое деятельное участие в сборе пожертвований, на которые в 1783 году была завершена перестройка деревянной церкви с одним приделом во имя Архистратига Михаила.
В 1783 году в церковной кассе было всего двести восемьдесят пять рублей и тринадцать с четвертью копеек. Через три года сумма увеличилась в шесть раз за счет «сбора в кружки, свечной продажи», проводимых по всей петербургской епархии, а также платы за места на кладбище от пяти до двадцати пяти рублей.

### Постройка нового каменного храма во имя Смоленской иконы Божией Матери
Указом консистории № 663 от 11 августа 1785 года первенство было предоставлено отцу Георгию. По его хлопотам в 1785 году была уступлена богаделенская земля для построения новой каменной церкви, план и фасад которой, составленные в том же году архитектором Алексеем Ивановым, были одобрены в 1786 году митрополитом Гавриилом. Он же указал место, где следует построить церковь. 19 июля 1786 года последовала и закладка нового храма, оконченного в 1790 году; 26 сентября того же года был освящён боковой придел во имя Иоанна Богослова, а 1 октября освящён и главный придел во имя Смоленской иконы Божией Матери.

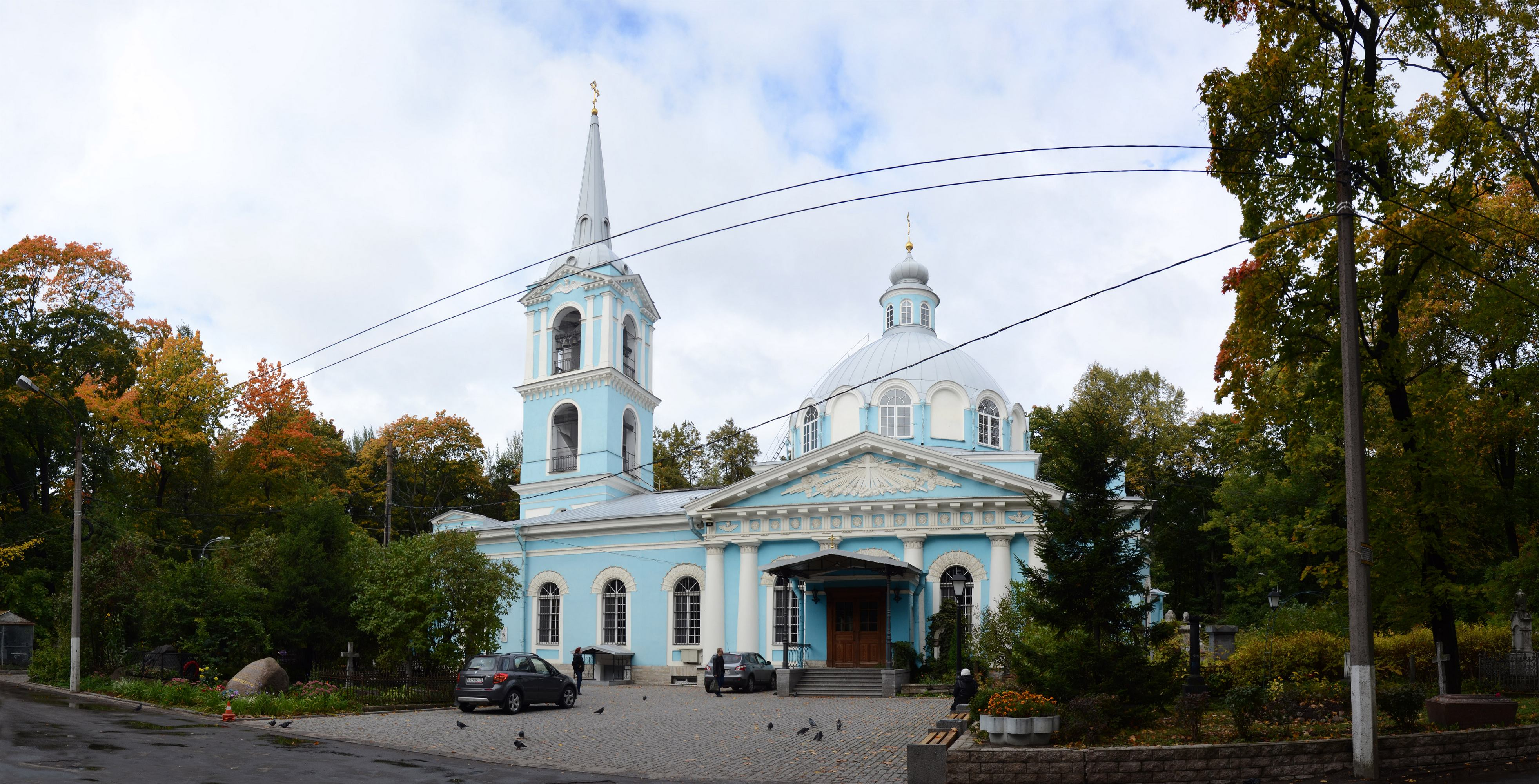
Церковь во имя Смоленской иконы Божией Матери

В 1792 году Петрову было разрешено перестроить старую деревянную Смоленскую церковь и переосвятить её во имя святого архистратига Михаила. В том же году он приступил к постройке трех каменных домов на чётной стороне Камской улицы. В 1796 году он устроил при церкви траурное заведение, чтобы вырученная сумма шла на пособия сиротам духовного звания. На эти же деньги нанимались сторожа, заимообразно строились церковные дома.
В 1798 году перестроен был придел каменной церкви; 28 июля 1803 года, в день храмового праздника, Петров за труды был произведён митрополитом Амвросием в сан протоиерея. Таким образом, Петров окончательно стал старшим в кладбищенском хозяйстве.
В 1804 году он приобрёл в пользу церкви землю на углу Камской улицы и 17-й линии Васильевского острова для постройки дома для бедных духовного звания от всех петербургских церквей, который и был выстроен без всякого участия и помощи причтов остальных церквей Петербурга. Первый этаж дома был каменным, а верх — деревянным.

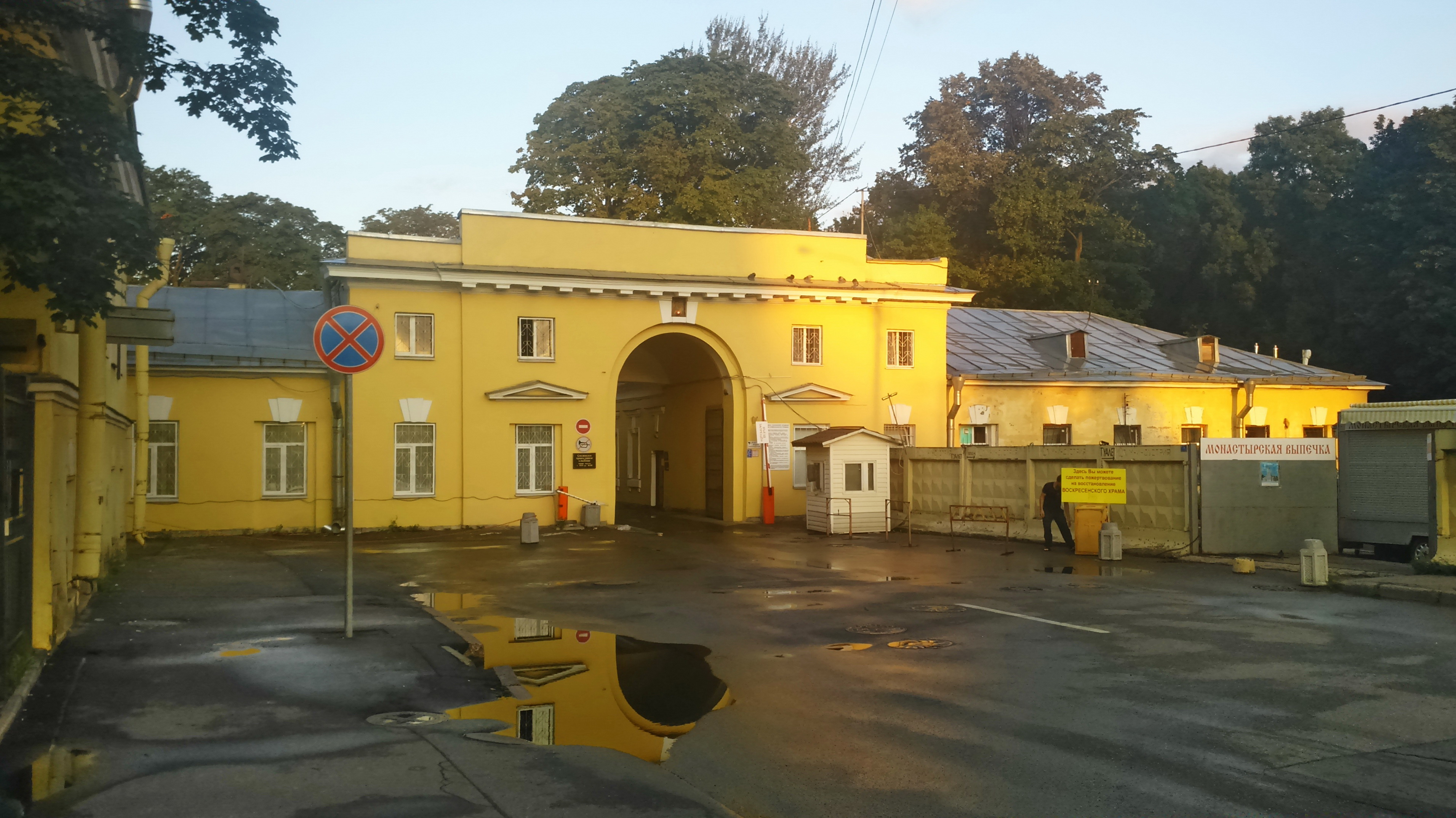
Главный вход на кладбище

В 1808 году Петров убедил надворного советника и купца Григория Паского-Шарапова пожертвовать 8000 pублей на устройство при кладбище часовни и богадельни для вдов и сирот духовного звания. По проекту Луиджи Руска богадельня была устроена как два небольших корпуса, по два окна на улицу. По правую сторону ворот в здании богадельни сделана каменная полукруглая со сводом часовня. Корпуса были соединены аркой ворот с крестом наверху. Постройка обошлась в 8545 рублей.
Святые ворота с богадельней и часовней признаны памятником истории и культуры согласно постановлению Правительства РФ № 527 от 10.07.2001, охраняются государством, на них установлена мемориальная табличка.
В 1809 и 1810 годах были куплены ветхие деревянные здания с землёй, причём здания перестроены были в монументные лавки, а земля отдавалась в аренду огородникам. В 1816 году по просьбе Петрова, силы которого стали ослабевать, в помощь ему, согласно указу консистории № 1088 от 24 мая 1816 года, перемещён был четвёртым священником к Смоленско-кладбищенской церкви сын его Иаков, до этого бывший священником церкви Рождества Христова на Песках.

### Карповское кладбище
В 1794 году, согласно указу Духовной консистории № 940 от 20 июня, высокопреосвященнейший митрополит Гавриил поручил о. Георгию взять в полное управление кладбище, уже существующее на Петроградской стороне, на Аптекарском острове, вблизи реки Карповки.
О. Георгий заново, вместо обветшавших построек, устроил на кладбище избу для могильщиков, караульное помещение и прочее. Храма не было, захоронения совершались нечасто, поэтому содержание кладбища площадью 10 тыс. кв. сажен (100 на 100) оказалось довольно обременительно для Смоленской церкви. Вследствие этого консистория указом от 27 марта 1795 года разрешила отдать неиспользуемые участки кладбища в аренду под огород. Время показало, что и этого недостаточно, доходы не покрывают расходы, поэтому в 1798 году, 4 марта, о. Георгий подал прошение в консисторию, где просил
поручить смотрение за кладбищем кому-нибудь другому с тем, чтобы огородника обременить дополнительными обязательствами.
Консистория увольнять о. Георгия от смотрения за кладбищем не стала, а в указе № 653 от 12 марта 1798 года оценила положительно усилия о. Георгия по управлению как Смоленским, так и Карповским кладбищами, и сообщила ему следующее: «… предоставляется вам, по своему рассмотрению, сделать условие с нанимающими под огород». Таким образом, теперь аренда незанятых могилами участков включала следующие обязательства: огородник на собственный счёт должен устроить для себя деревянное помещение со всеми службами, и сам поддерживать эти здания в надлежащем порядке, как и забор и мостовую вдоль кладбища, а также при обработке земли могил не разрывать, а во время проведения погребений и панихид не дозволять пения песен, либо других действий, противных сему священному месту.
На этих условиях, например, в 1808 году был заключён контракт протоиерея Георгия Петрова с крестьянином Павлом Ивановым (контракт находился в архиве Петропавловского собора). Свободная кладбищенская земля была сдана в аренду за 400 рублей в год.
В 1816 году о. Георгий попросил консисторию передать Карповское кладбище в ведение Петропавловского собора, мотивируя свою просьбу слабостью здоровья и отдалённостью места жительства, а также тем, что свидетельства на захоронения причт Смоленской церкви получает от причта Петропавловского собора, который имеет и дальнейшие отношения, относящиеся к этим погребениям. На этот раз прошение о. Георгия было удовлетворено, и по резолюции преосвященнейшего митрополита Амвросия Карповское кладбище с 1816 года находилось под управлением причта Петропавловского собора, а доходы поступали в пользу вдов соборного причта.

### Наводнение 1824 года и кончина Георгия Петровича

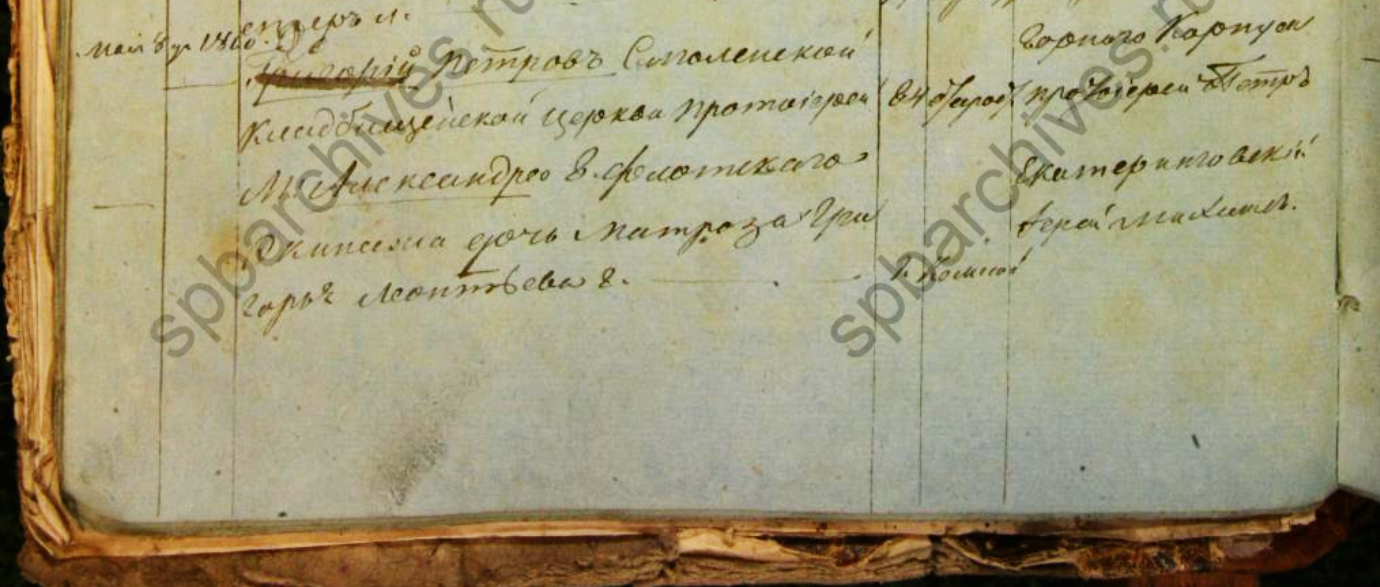
Запись в книге об умерших

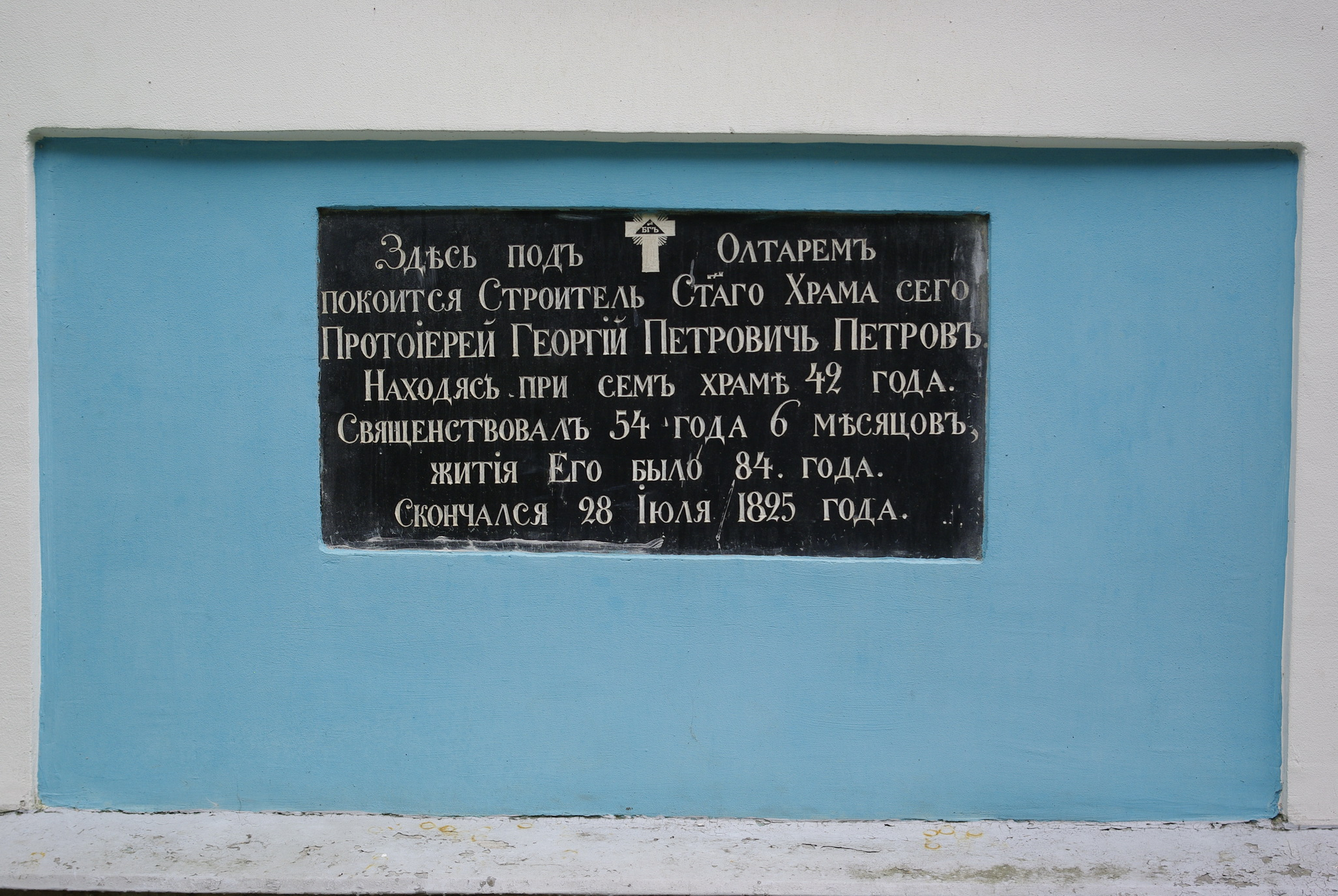
Мемориальная доска

С 1818 года Георгий Петров уже не принимал участия в управлении кладбищем, но остался старшим. Делами стал заниматься священник Алексей Алексеев, который окончил курс семинарии в 1796 году, служил письмоводителем у митрополита Гавриила, и затем в 1809 году поступил в Смоленскую церковь. Несмотря на старческие немощи, отец Георгий иногда приходил в церковь служить раннюю обедню. Бывало, что, облачившись, он засыпал в алтаре в креслах. Никто не смел разбудить отца Георгия, и служба переносилась на время поздней литургии.
7 ноября 1824 года в Петербурге произошло наводнение, которое почти всё кладбище привело в сильный беспорядок; 11 ноября Александр I посетил кладбищенскую церковь и, обозревая опустошения кладбища, заметил его тесноту и недостаток места, и поэтому сам назначил площадь для прибавки ко кладбищу от городского выгона «в заду кладбища по Чёрной речке где были батареи ныне водой снесенные», о чём позже князь А. Б. Куракин уведомил военного губернатора Санкт-Петербурга М. А. Милорадовича и духовное начальство.
Всей земли тогда отвели 72 420 квадратных сажен (около 33 га). О посещении Императором кладбища и церкви о. Георгий представил благочинному рапорт от 15 ноября 1824 года, где, в частности, писал: «… При богадля у богаделенок спросил: „как велика была вода?“ Те ответствовали. После изволил сказать, чтобы они много не скорбели: „Я ваш покровитель“; из нас же ни с кем ни слова не говорил.»
Георгий Петров скончался 28 июля 1825 года в возрасте 83 лет и был погребен 31 июля 1825 под алтарём каменного придела Святого Евангелиста и Апостола Иоанна Богослова церкви Смоленской иконы Божией Матери. На северном фасаде храма в стене установлена мемориальная доска с эпитафией.
Вдове Матрене Ивановне 30 июля 1826 указом Санкт-Петербургской Духовной Консистории «из уважения к значительным пользам для Смоленской Церкви приобретенным покойным мужем её Протоиереем Георгием Петровым» была назначена пенсия 300 рублей в год.

## Адреса
- Санкт-Петербург: Васильевский остров, в Смоленском церковном доме[28].